# نزدیکی وقاحت
«نزدیکی وقاحت» (به انگلیسی: Vicinity of Obscenity) نام تک‌آهنگی تبلیغاتی از گروه موسیقی هوی متال ارمنی-آمریکایی سیستم آو ا داون است که در مه ۲۰۰۶ برای تبلیغ نسخه دیجیتالی ترانه «روز تنهایی» منتشر شد. این ترانه نهمین از آلبوم هیپنوتایز است.
خواننده اصلی، سرژ تنکیان اظهار داشت که نام ترانه از جنبش دادائیسم الهام گرفته است.